# Новый мир (фильм, 2013)
«Новый мир» (кор. 신세계, Sinsegye) — южнокорейская криминальная драма 2013 года режиссёра Пак Хун Джона.

## Сюжет
Полицейский под прикрытием  Ли Джа Сун внедрён в ряды корейской мафии, где продвигается всё выше по бандитской иерархии. Умирает босс мафии и на его место есть два претендента, правой рукой одного из которых и является Ли.
Перед полицейским встаёт вопрос —  выбрать честную карьеру или службу на благо криминала.

## В ролях
- Чхве Мин Сик — Кан Хён
- Ли Джон Джэ — Ли Джа Сун
- Хван Джон Мин — Джан Чун
- Пак Сон Ун — Ли Джонг Джу
- Сон Джи Хё — Шин Ву

## Рецензии
- Catsoulis, Jeannette. In South Korea, Gangsters in Good Suits. The New York Times (21 марта 2013). Дата обращения: 28 марта 2013.
- Goldstein, Gary. Review: New World a tense crime-syndicate showdown. Los Angeles Times (21 марта 2013). Дата обращения: 28 марта 2013.
- O'Hehir, Andrew. Pick of the week: A Korean mob thriller that could teach Hollywood a thing or two. Salon (21 марта 2013). Дата обращения: 28 марта 2013.
- Elley, Derek. New World. Film Business Asia (6 июня 2013). Дата обращения: 10 июня 2013. Архивировано из оригинала 11 июня 2013 года.
- Рецензия на сайте Asia-holics